# Orquestra Sinfônica de Columbus
A Orquestra Sinfônica de Columbus é uma orquestra sinfônica americana baseada em Columbus, Ohio, Estados Unidos. É a mais antiga organização de arte da cidade e tem o Teatro Ohio como residência. O atual Presidente e Chefe Criativo é Roland Valliere. Jean-Marie Zeitouni é o atual Diretor Musical.
A orquestra oferece 14 séries de concertos por temporada.

## História
A Orquestra Sinfônica de Columbus foi fundada em 1951 como Orquestra Sinfônica Pequena Columbus, graças a dissolução da Orquestra Filarmônica de Columbus. O primeiro diretor musical da orquestra foi o flautista e maestro Claude Monteux. No seu primeiro ano, a orquestra apresentou uma série de 5 concertos, com 28 músicos. Em 1955 tornou-se oficialmente Orquestra Sinfônica de Columbus, sendo governada por mulheres desde sua fundação até 1961.
O maestro a ficar mais tempo na orquestra foi Evan Whallon, que conduziu a orquestra por 26 temporadas, de 1956 a 1982. De 1956 a 1970 a orquestra apresentou seus concertos no Franklin County Veterans Memorial Auditorium. O Teatro de Ohio tornou-se residência da orquestra em 1970.
Graças a abstinência de uma companhia de ópera profissional em Columbus, a orquestra começou a apresentar performances de ópera na década de 1970. Nesse período começou a ser formada apenas por músicos permancentes, aumentando a qualidade das performances. A partir de 1980 a orquestra começou a performar três produções operísticas por ano. 
Nas décadas de 1980 e 1990 a orquestra expandiu o tamanho das suas atividades, tornando-se uma orquestra de 53 músicos permanentes e oferecendo concertos com maestros convidados renomados. Em 2001 celebrou seus 50 anos com sua estreia no Carnegie Hall, sob Alessandro Siciliani. Gunther Herbig, maestro da Orquestra Sinfônica de Detroit foi o Maestro Adjunto, durante a procura de um novo Diretor Musical.
Após dois anos de procura, Junichi Hirokami foi nomeado o sexto Diretor Musical da orquestra, em junho de 2006. Em 2008 a orquestra passou por uma série crise financeira, tendo que reduzir o número de músicos de 53 para 31. A temporada de verão teve que ser cancelada e os músicos tiveram que apresentar-se independentes da orquestrai. , conduzidos por Siciliani e Hirokami.
Em setembro do mesmo ano a orquestra anunciou que um novo contrato com os músicos foi ratificado pela mesa e as temporadas iriam continuar normalmente, depois de 5 meses de silêncio. O novo contrato manteve os 53 músicos mas seus salários foram reduzidos 27%. 
Em outubro de 2010 a orquestra anunciou o novo Diretor Musical: Jean-Marie Zeitouni, efetivado imediatamente, com um contrato inicial de 4 anos.

## Diretores Musicais
- Claude Monteux (1953–1956)
- Evan Whallon (1956–1982)
- Christian Badea (1983–1991)
- Alessandro Siciliani (1991–2003)
- Gunther Herbig (2003–2006)
- Junichi Hirokami (2006–2008)
- Jean-Marie Zeitouni (2010-present)